# بويد ك. باكر
بويد ك. باكر (بالإنجليزية: Boyd K. Packer)‏ هو كاتب غير روائي أمريكي، ولد في 10 سبتمبر 1924 في بريغهام سيتي في الولايات المتحدة، وتوفي في 3 يوليو 2015 في مقاطعة سولت ليك في الولايات المتحدة.

## وصلات خارجية
- بويد ك. باكر على موقع IMDb (الإنجليزية)
- بويد ك. باكر على موقع إن إن دي بي (الإنجليزية)